# Årets Gericke 2009
Årets Gericke 2009 var den 9. uddeling af Årets Gericke-priserne og fandt sted den 29. september 2009. Den indledende konkurrence hvor de nominerede retter præsenteredes for dommerpanelet fandt sted i Kødbyen, mens priserne overraktes ved aftenens festmiddag på Hotel- og Restaurantskolen i Niels Hemmingsensgade. Kategorierne Årets Klassiker, Årets Betjening og Årets Udskænkning var nye i forhold til tidligere års prisuddelinger.

## Vindere
Vindere og nominerede af årets priser var:

### Årets Gericke — forretter
- Mads Refslund, MR: Rå Makrel med Karl Johan
  - Noma: Sylteret
  - Strandgaarden: Gulerod med ryttere
  - Geranium : Vilde svampe
  - Restaurant Paustian v. Bo Bech: Forkullet vinterporre

### Årets Gericke — hovedretter
- Restaurant Paustian: Brissel. hale, kalvebryst og morkler
  - Strandgaarden: Frikadelle, ærter og gran
  - The Paul: Dansk sommerbuk
  - Sortebro Kro: Hummer og lammebrissel
  - Dragsholm Slot: Sprød grisehale

### Årets Gericke — desserter
- Mielcke & Hurtigkarl: Salat på vrangen 
  - Noma: Blåbær
  - Søllerød Kro: Æbledessert med sandkage
  - LIGA: Misk Mask
  - Alberto K: Is variationer på gulerod og havtorn

### Årets Klassiker
- Den Sorte Hest
  - Prins Ferdinand
  - Es i Skovriderkroen

### Årets Betjening
- Jacob Kocemba Herman
  - Rikke Malling, Malling & Schmidt
  - Søren Puggård fra Restaurant Schønnemann

### Årets Udskænkning
- Søllerød Kro
- MASH
- Thilde Maarbjerg, Kong Hans' Kælder